# 昼あがり!どまんなか
『昼あがり!どまんなか』（ひるあがり どまんなか）は、1999年10月2日から2002年9月28日まで関西テレビで放送されていた情報バラエティ番組である。その後も2002年10月5日から2003年3月29日まで『どまんなかっ!』と題して放送されていた。

## 概要
『あなたにありがとう』と直前の放送枠を統合させた生放送番組で、2002年の9月までは10:55 - 13:00に編成。11:30 - 11:45には『KTVニュース』（『FNNスピーク』のタイトルを差し替えたうえで関西ローカル向けのニュース・天気予報を独自に加えた番組、2001年3月までは平日と同じ『KTVワイドニュース』）を内包していた。
開始当初の視聴率は10%台で、『あなたにありがとう』時代を上回ったばかりか、土曜日の12時台で長らく放送されていた『ノックは無用!』に匹敵する水準で推移していた。2001年の4月には、毎日放送が『せやねん!』、朝日放送が『ベリグ!』（いずれも当番組と同じく自社制作・関西ローカル向けの生放送番組）を当番組と同じ時間帯に立ち上げている。
2002年の10月改編で、番組のタイトルを『どまんなかっ!』に変更。改編前の人気コーナーであった「おみごと!にっぽん」と『KTVニュース』を独立させたことに伴って、本編の放送枠を11:58 - 13:00に短縮したが、2003年の3月で終了した。ちなみに、『ベリグ!』は2002年3月で終了したが、『せやねん!』は2021年3月の時点で放送を続けている。
『どまんなかっ!』の放送枠については、後枠（13:00 - 14:00）で放送されていた『たかじん胸いっぱい』（やしきたかじんの冠番組）が、放送枠を1時間繰り上げる格好で2003年4月から継承（実際の放送時間は12:00 - 13:00）。たかじんの逝去（2014年1月）や『胸いっぱいサミット!』への改称（2015年4月）を経て、2021年3月の終了まで17年間にわたって放送されている。

## 放送時間
いずれも日本標準時。
- 土曜 10:55 - 13:00 （『昼あがり!』時代） - 途中、11:30 - 11:45に『KTVニュース』を内包。
- 土曜 11:58 - 13:00 （『どまんなかっ!』時代）

## 出演者

### 司会
- 長谷川初範 - 『昼あがり!』時代には司会を担当。『どまんなかっ!』へのリニューアル後にはレギュラーの1人として出演していた。
- なるみ - 全期間にわたって司会を担当。
- 佐藤康恵 - 『昼あがり!』時代のみの出演者。
- 桑原征平（当時関西テレビアナウンサー） - 『昼あがり!』時代のみの出演者。
- 豊田康雄（関西テレビアナウンサー） - 『どまんなかっ!』からの出演者。

### その他の主な出演者
- 桂ざこば - レギュラーパートナー。
- 黒田有（メッセンジャー） - レギュラーパートナー。
- ますだおかだ - レギュラーパートナー。
- 笑福亭松之助 - ご意見番。初期には「松衛門」というハチエモンに似た被り物のキャラクターで出演。中期には番組前半第1部でざこばとトークコーナーを展開し、後半第2部で「松五郎」という犬型の被り物キャラクターを演じた。
- ロザン - 準レギュラーだったが、『どまんなかっ!』へのリニューアルとともにレギュラーに昇格した。
- りあるキッズ - 準レギュラー。
- 越前屋俵太 - コーナー出演者。本番組には書家の「俵越山」として出演していた。

## コーナー
- リアルな人間ドキュメント
- 現代人の愛に送るエール
- 実験室!
- おみごと!にっぽん - 物作りに人生を捧げている職人たちを俵越山（）がリポートしていたコーナー。
- 心はいつも日本晴れ! - 芸術を極めた人々を紹介していたコーナー。
- 味力の対決カレーのおじさま
- ごはんの友

## どまんなかっ!
前述の通り、2002年10月から2003年3月までの半年間は『どまんなかっ!』と題して放送。『昼あがり!』時代には長谷川、なるみ、佐藤の3人が司会を務めていたが、このリニューアルでなるみと豊田が司会になり、長谷川と黒田とロザンがその他のレギュラーというメンバー構成になった。また、佐藤と松之助は降板した。
また、リニューアル前に比べて放送時間が大幅に縮小したことから、番組が内包していたニュースは再び単独番組化した。さらに前述の「おみごと!にっぽん」と「心はいつも日本晴れ!」のコーナーも『俵越山の「おみごと!にっぽん2」』と題して単独番組化し、『KTVニュース』直前の土曜 11:30 - 11:45 に放送されていた。この『おみごと!にっぽん2』は、テレビ静岡など一部の系列局でも放送されていた。